# Eyes of the Heart
Eyes of the Heart från 1979 är ett livealbum med Keith Jarretts ”American Quartet”. Albumet spelades in i maj 1976 på Theater am Kornmarkt i Bregenz i Österrike. Eyes of the Heart blev det sista albumet med den ”amerikanska" kvartetten.

## Låtlista
All musik är skriven av Keith Jarrett.
1. Eyes of the Heart (Part One) – 17:11
2. Eyes of the Heart (Part Two) – 15:43
3. Encore (a-b-c) – 18:03

## Medverkande
- Keith Jarrett – piano, sopransaxofon, slagverk
- Dewey Redman – tenorsaxofon, slagverk
- Charlie Haden – bas
- Paul Motian – trummor, slagverk